# Jamie Cassidy
Jamie Lyn Cassidy (Methuen, 12 settembre 1978) è un'ex cestista statunitense, professionista nella WNBA.

## Carriera
Ha disputato una stagione con le Miami Sol.